# Bacalaureat european
Bacalaureatul European (sau EB) este o diplomă educațională bilingvă care certifică finalizarea studiilor secundare într-o școală europeană sau o școală europeană acreditată de către Consiliul guvernatorilor organizației interguvernamentale „Școlile europene”. Diploma este acordată pentru parcurgerea cu succes a cursurilor și a examenelor concomitente, care necesită ca elevii să urmeze minimum 10 cursuri, precum și să fie pe deplin competenți în două limbi. Elevii pot urma până la 14 cursuri. Este recunoscută oficial ca o calificare de intrare pentru învățământul superior în toate statele membre ale Uniunii Europene (UE), precum și într-o serie de alte state. Toate țările participante sunt obligate legal să se asigure că deținătorii de diplome EB beneficiază de aceleași drepturi și beneficii ca și ceilalți deținători de certificate de părăsire a învățământului secundar din jurisdicțiile lor. Denumirea de „Bacalaureat european” aparține exclusiv Școlilor Europene, care, de la înființare, au deținut monopolul asupra utilizării sale în toate limbile oficiale ale UE. (Această diplomă nu trebuie confundată cu alte tipuri de calificări educaționale care poartă și denumirea de Bacalaureat, cum ar fi Bacalaureatul internațional sau alte bacalaureate. În germană, Bacalaureatul european se numește Europäisches Abitur și nu trebuie confundat cu Abitur-ul german.) 

## Prezentare generală
Bacalaureatul european este un program de diplomă cu caracter bilingv parcurs la sfârșitul anului al șaptelea de învățământ secundar. Elevii trebuie să studieze cel puțin zece subiecte și sunt examinați prin examene scrise și orale și prin evaluare continuă. EB poate fi acordat numai elevilor care au terminat învățământul liceal în una dintre cele treisprezece școli europene, înființate de organizația interguvernamentală, „Școlile europene”, sau una dintre cele paisprezece școli aflate în jurisdicția națională care au primit statutul de școală europeană acreditată de la Consiliul guvernatorilor școlilor europene. Trebuie făcută distincția între EB și bacalaureatul internațional (IB) și bacalaureate ale diferitelor sisteme naționale. Detaliile examinării sunt prezentate în anexa la Statutul Școlii Europene și în Regulamentul EB, disponibil în școli. 
EB este administrat și supravegheat direct de un comitet extern de examinare numit anual de Consiliul guvernatorilor. Comitetul de examinare este format din cel mult trei reprezentanți ai fiecărui stat membru, care trebuie să îndeplinească condițiile care reglementează numirea comisiilor de examinare echivalente în țările respective. Este prezidat de un profesor universitar superior numit la rândul său de fiecare stat membru la rând, asistat de un membru al Consiliului de inspectori al școlilor. 
Articolul 5 alineatul 2 din statut prevede că titularii de bacalaureat trebuie: 
- să aibă parte, în statul membru de care sunt resortisanți, de toate avantajele care vin cu deținerea diplomei sau certificatului acordat la sfârșitul învățământului liceal din țara respectivă; și
- să aibă dreptul de a solicita admiterea la orice universitate de pe teritoriul oricărui stat membru, în aceiași condiții ca și resortisanții statului membru cu calificări echivalente.

EB este un curs de doi ani și evaluează performanța elevilor la materiile predate în anii de educație secundară 6 și 7 (clasele a 11-a și a 12-a). 
Primele diplome ale EB au fost acordate în 1959. 
EB este notat în procente (pe o scară de la 1 la 100) și, spre deosebire de multe sisteme naționale (de exemplu, nivelurile A britanice), cuprinde o gamă largă de subiecte obligatorii și 3-5 subiecte la alegere. Subiectele obligatorii includ limba maternă, prima limbă străină, matematica (5 ore/săptămână sau 3 ore/săptămână de curs), filozofie, o disciplină de știință, istorie și geografie (ambele predate în prima limbă străină) și educație fizică. Acestea depind și de orientarea pe care elevul și-a ales-o la sfârșitul anului 5. Lista din care se pot alege subiectele elective este mare (vezi lista de mai jos), deși un subiect specific poate să nu fie disponibil dacă dimensiunea clasei este prea mică. 
| Curs                                                                             | ore per săptămână              | Note                                                             |
| Coloana 1: cursuri obligatorii                                                   | Coloana 1: cursuri obligatorii | Coloana 1: cursuri obligatorii                                   |
| -------------------------------------------------------------------------------- | ------------------------------ | ---------------------------------------------------------------- |
| Limba 1                                                                          | 4                              |                                                                  |
| Limba 2                                                                          | 3                              |                                                                  |
| Matematică                                                                       | 3 sau 5                        |                                                                  |
| Educație fizică                                                                  | 2                              |                                                                  |
| Religie sau etică                                                                | 1                              |                                                                  |
| Coloana 2: următoarele cursuri sunt obligatorii dacă nu sunt alese din coloana 3 |                                |                                                                  |
| Filozofie                                                                        | 2                              |                                                                  |
| Istorie                                                                          | 2                              |                                                                  |
| Geografie                                                                        | 2                              |                                                                  |
| Biologie                                                                         | 2                              | (dacă nu a fost alesă nicio altă știință.)                       |
| Coloana 3: cursuri opționale                                                     |                                |                                                                  |
| Geografie                                                                        | 4                              |                                                                  |
| Istorie                                                                          | 4                              |                                                                  |
| Filozofie                                                                        | 4                              |                                                                  |
| Limba 3                                                                          | 4                              |                                                                  |
| Fizică                                                                           | 4                              |                                                                  |
| Chimie                                                                           | 4                              |                                                                  |
| Biologie                                                                         | 4                              |                                                                  |
| Artă                                                                             | 4                              |                                                                  |
| Muzică                                                                           | 4                              |                                                                  |
| Limba 4                                                                          | 4                              | numai dacă este studiată în anul 4 și 5                          |
| Latină                                                                           | 4                              | numai dacă este studiată în anul 4 și 5                          |
| Greaca antică                                                                    | 4                              | numai dacă este studiată în anul 4 și 5                          |
| Economie                                                                         | 4                              | numai dacă este studiată în anul 4 și 5                          |
| Coloana 4: cursuri opționale suplimentare                                        |                                |                                                                  |
| Limba 1 avansată                                                                 | 3                              |                                                                  |
| Limba 2 avansată                                                                 | 3                              |                                                                  |
| Matematică avansată                                                              | 3                              | numai împreună cu matematica de 5 ore pe săptămână din coloana 1 |
| Coloana 5: cursuri complementare                                                 |                                |                                                                  |
| Fizică de laborator                                                              | 2                              |                                                                  |
| Chimie de laborator                                                              | 2                              |                                                                  |
| Biologie de laborator                                                            | 2                              |                                                                  |
| TIC                                                                              | 2                              |                                                                  |
| Economie elementară                                                              | 2                              | numai dacă nu este luată în coloana 3                            |
| Sociologie                                                                       | 2                              |                                                                  |
| Artă                                                                             | 2                              | numai dacă nu este luată în coloana 3                            |
| Muzică                                                                           | 2                              | numai dacă nu este luată în coloana 3                            |
| Educație fizică                                                                  | 2                              |                                                                  |
| Dramă                                                                            | 2                              |                                                                  |
| Limba 5                                                                          | 2                              |                                                                  |

Trebuie alese cursuri care totalizează cel puțin 31 de ore per săptămână, cu maximum de 35 de ore per săptămână, deși uneori acest număr este extins la 36 sau chiar 37 de ore. Trebuie să fie alese cel puțin 2 subiecte din coloana 3; se pot alege maxim 4. Există un nucleu de discipline obligatorii care includ limba 1 (limba maternă), limba 2 (prima limbă străină), matematica, istoria, geografia, filozofia, religia/etica și educația fizică. În plus, dacă nu se alege un subiect științific ca subiect electiv, elevii trebuie să urmeze și un curs de două ore pe săptămână în biologie. Elevii trebuie să urmeze cel puțin zece cursuri. Ei au posibilitatea să aleagă două materii elective a câte patru ore pe săptămână și pot alege până la patru discipline suplimentare în plus față de cele zece discipline obligatorii. Aceste materii pot include oricare dintre științe, științele sociale, latina, arta, muzica, filozofia și limbile 3 și 4. Matematica poate fi parcursă ca un curs de 3 ore sau 5 ore per săptămână. Cursuri avansate suplimentare de trei lecții pe săptămână pot fi parcurse în matematică, limba 1 și limba 2. Elevii pot alege, de asemenea, cursuri complementare a două lecții pe săptămână, cum ar fi științe practice, introducere în economie, artă, muzică și teatru. 
Nota finală constă în: 
- 20% cursuri din anul 7
- 30% examene scrise din ianuarie
- 15% examene orale din iunie (unde este cazul)
- 35% examene scrise din iunie

În consecință, există un volum mare de muncă pentru studenți; sistemul aplică nu numai o cunoaștere aprofundată a tuturor subiectelor, dar și permite elevilor să se specializeze în domenii individuale. Elevii sunt obligați să dețină abilități aprofundate într-o limbă străină (în anii 2-5 de educație secundară este obligatorie, de asemenea, o a doua limbă străină). Rata finală de trecere este foarte ridicată (aproape întotdeauna peste 98%), în parte datorită practicii de „eliminare” a candidaților care nu sunt suficient de buni din punct de vedere academic pentru a finaliza Bacalaureatul. 
Acest proces de „eliminare” pornește de la o vârstă fragedă, prin care mulți elevi fie pleacă de bună voie, li se cere să plece sau pleacă din cauza regulii „celor trei corigențe” (dacă elevul nu reușește să treacă un an de 3 ori, i se va cere să plece). Eșecul în același an de două ori înseamnă, de asemenea, părăsirea școlii. Eșecul și repetarea unui an este o întâmplare destul de frecventă de la vârsta de 10 ani în sus; aproximativ 5% dintre elevi vor eșua în fiecare an. Al cincilea an este comparabil cu „Mittlere Reife”-ul german, GCSE-ul britanic sau Evaluarea Națională din România. 
Cu toate acestea, pluridisciplinaritatea pe care EB o oferă este avantajoasă pentru elevii care doresc să continue studii universitare, în special în Franța și Germania. Majoritatea elevilor din secțiunea engleză și o minoritate semnificativă a studenților din alte secții de limbi aplică la universitățile britanice. Experiența recentă (2011-2012 și dincolo) a arătat că elevii care solicită să intre în universitățile britanice întâmpină dificultăți tot mai mari, uneori serioase, în echivalarea adecvată a calificărilor de bacalaureat european. 

## Dificultate
Media generală totală în EB în școli a crescut doar foarte puțin în timp, iar media din ultimii zece ani este foarte apropiată de 76%, cu o creștere modestă a procentului de elevi care obțin note peste 80%. Este extrem de dificil să obții un punctaj de 90% sau mai mult. Acesta reflectă natura exigentă a procesului de examinare și faptul că elevii trebuie să aibă performanțe foarte bune pe o gamă foarte largă de materii și să fie pe deplin bilingvi. Cerințele bilingve ale cursului și examenele concomitente implică că elevii care cunosc doar o singură limbă nu pot trece. 

## Educație obligatorie bilingvă
Cele zece cursuri obligatorii includ o limbă maternă și o a doua limbă. De asemenea, elevii sunt obligați să parcurgă o a treia limbă în anii 1-5 la intrarea în învățământul de nivel secundar. Elevii trebuie să fie foarte pricepuți în cele două limbi. Ei trebuie să parcurgă cursuri de literatură atât în prima lor limbă, cât și în cea de-a doua. Deși unele clase obligatorii, cum ar fi filozofia, biologia și matematica sunt predate în limba maternă a elevilor, alte cursuri obligatorii, cum ar fi istorie și geografie, sunt predate în a doua limbă, asigurând faptul că elevii sunt complet bilingvi. Această insistență asupra lucrărilor și examinărilor bilingve a cursurilor face dificilă reușita noilor elevi nou-veniți care nu sunt bilingvi. 

## Evaluare
Într-un studiu din 2006 bazat pe un eșantion de peste 500 de foști elevi ai Școlii Europene, Kelly și Kelly au comparat performanțele la universitățile britanice și irlandeze ale elevilor care au participat la EB cu performanțele elevilor care au absolvit calificarea echivalentă preponderentă în Marea Britanie, nivelele A.
Acest lucru a arătat că, în ceea ce privește probabilitatea de a obține o diplomă, un scor EB de: 
- 80% sau mai mult a fost aproximativ echivalent cu 380 de puncte ale serviciilor de admitere în universități și colegii (UCAS) acordate pentru nivelurile A (trei note de A, pe o scară de la A la F, unde A este cea mai mare).
- între 70% și 79% a fost echivalent cu un scor UCAS de 340-360 (o notă de A și două note de B sau două note de A și o notă de B, pe aceași scară)
- între 60% și 69% a fost echivalent cu 300-320 puncte UCAS (trei note de B sau două note de B și una de C, pe aceași scară). [3]

Studiul a ajuns la concluzia că participanții la EB au fost dezavantajați de sistemul de echivalare oficial actual pentru a-și converti nota în puncte UCAS, iar chiar și elevii care de-abia au trecut EB-ul (punctaje între 60%-64%) au avut o probabilitate mai mare de a obține o diplomă bună la universitate decât elevii care au obținut 280-300 de puncte UCAS (două note B, una C sau o notă B și două C sau trei note C, pe scara de mai sus). Kelly și Kelly au remarcat că elevii care urmează EB au primit oferte nerealiste atunci când au solicitat admiterea la universități din Marea Britanie, birourile de admitere neînțelegând cum rareori se acordă un scor EB de 90%. Ei au descoperit că Centrul național de informații privind recunoașterea Regatului Unit a presupus în mod eronat că o notă de eșec în EB (sub 60%) era echivalentă cu o notă de eșec în cadrul calificării la nivel A (2 note de E pe scara de mai sus sau un punctaj sub 40%). În mod similar, Kelly și Kelly au ajuns la concluzia că biroul central de aplicare pentru universități irlandez a întocmit un tabel incorect de echivalențe pentru EB cu certificatul irlandez de bacalaureat. 
Un dezavantaj major al EB este că nu există nicio dispoziție adecvată pentru a depune plângere în cazul unui document de examinare care este considerat a fi defectuos sau nedrept. În prezent nu există un mijloc adecvat de remediere. 